# フラワーステップ
「フラワーステップ」は、日本の歌手、eddaの楽曲。2018年8月22日にColourful Recordsよりメジャー2作目（通算3作目）のシングルとしてリリースされた。

## 概要
前作『チクタク』より約10か月ぶりのリリース。
「初回盤（CD+DVD）」「通常盤（CD）」の2形態でリリースされ、「初回盤」に付属のDVDには「フラワーステップ」「夢のレイニー」の2曲のミュージック・ビデオが収録された。
表題曲「フラワーステップ」は、読売テレビ・日本テレビ系 木曜ドラマF『探偵が早すぎる』の主題歌。これまでに映画やアニメ、スペシャルドラマの主題歌を担当したことはあるが、レギュラードラマの主題歌は本作が初となる。
ミュージック・ビデオは、BBmedia Inc.が制作、同社所属の田中宏大がディレクターを手掛けたもの。微かに光が差し込む暗い空間で、手の中や洗面台に溜まった水に花や人のシルエットを投影して物語を描くという幻想的な映像になっている。
シングルとしてリリースする直前の7月27日に先行配信が開始された。

## 収録曲
| #         | タイトル                            | 作詞・作曲        | 編曲         | 時間  |
| --------- | ----------------------------------- | ----------------- | ------------ | ----- |
| 1.        | 「フラワーステップ」                | edda              | 湯浅篤       | 3:42  |
| 2.        | 「ミラージュ」                      | edda ミワコウダイ | ミワコウダイ | 2:46  |
| 3.        | 「魔法 -Studio Live ver.-」         |                   |              | 4:25  |
| 4.        | 「フラワーステップ (Instrumental)」 |                   |              | 3:44  |
| 合計時間: | 合計時間:                           | 合計時間:         | 合計時間:    | 14:37 |

| #  | タイトル                           | 作詞 | 作曲・編曲 | 監督 |
| -- | ---------------------------------- | ---- | ---------- | ---- |
| 1. | 「フラワーステップ (Music Video)」 |      |            |      |
| 2. | 「夢のレイニー (Music Video)」     |      |            |      |

## 曲の解説
1. フラワーステップ
  - 読売テレビ・日本テレビ系 木曜ドラマF『探偵が早すぎる』主題歌

ドラマのために書き下ろされた楽曲で、ドラマの台本を読みながら、「ドラマのヒロインに寄り添いつつ、自分なりの物語を描けたら」と思い制作された[1]。
「フラワーステップ」では、体に花が生えるという病気を患っている主人公が大好きな相手に会いに行くという物語が描かれており[4]、ドラマのヒロインの弱さや華凛さをリンクさせている[5]。
2. ミラージュ
鏡に映った自分自身を自分と認識できずに好意を抱いたという人物を歌った楽曲[5]。eddaは、「ファンタジックなショートホラーのような感覚で作った。」「最後まで聴かないと、ただのラブソングに聞こえてしまうかも。」とコメントしている[5]。
3. 魔法
原曲は前作『チクタク』のカップリング曲。ボーカルとピアノ、チェロという編成で、スタジオライブ形式でレコーディングされた音源[5]。

## 収録アルバム
フラワーステップ
- からくり時計とタングの街